# Enugu
Enugu (en igbo: Énugwú) es la capital del estado de Enugu, al sudeste de Nigeria. La ciudad tiene una población de 722.664 (censo de 2006). 
En la actualidad las industrias más importantes de la ciudad son los mercados urbanos y fábricas de botellas. También se ha convertido en una localización muy utilizada por los directores de cine nigerianos a la hora de rodar películas, lo que le ha hecho ganarse a la ciudad el apodo de Nollywood. Enugu cuenta con el aeropuerto internacional Akanu Ibiam, desde el que operan vuelos nacionales e internacionales a otros destinos de África.
Entre 1967 y 1970, la ciudad fue la capital de la República de Biafra, un Estado sin reconocimiento internacional.